# Albanie aux Jeux olympiques d'hiver de 2022
L'Albanie participe aux Jeux olympiques d'hiver de 2022 à Pékin en Chine du 9 au 20 février 2022. Il s'agit de sa cinquième participation à des Jeux d'hiver.

## Résultats en ski alpin
Denni Xhepa, skieur de 18 ans d'origine italienne, parvient à décrocher un quota sur le slalom et le slalom géant même s'il est classé au delà de la 700e place
| Athlète     | Épreuve      | 1re manche | 1re manche | 2e manche | 2e manche | Total         | Total   |
| Athlète     | Épreuve      | Temps      | Rang       | Temps     | Rang      | Temps         | Rang    |
| ----------- | ------------ | ---------- | ---------- | --------- | --------- | ------------- | ------- |
| Denni Xhepa | Slalom       | 58 s 32    | 34e        | 54 s 96   | 29e       | 1 min 53 s 28 | 28e     |
| Denni Xhepa | Slalom géant | Abandon    | Abandon    | Éliminé   | Éliminé   | Éliminé       | Éliminé |